# Behawioryzm metodologiczny
Behawioryzm metodologiczny – kierunek psychologii, jedna z odmian behawioryzmu, a więc również materializmu.
Behawioryzm metodologiczny wyrósł z dążeń do oparcia psychologii na podstawach naukowych podobnych, jak w naukach przyrodniczych. W myśl tego poglądu nauka ma opierać się na wynikach doświadczeń. Wobec tego najpierw poddaje się organizm działaniu jakiegoś bodźca, który nań oddziałuje, a następnie obserwuje się zachowanie organizmu w obliczu tego bodźca. Na tym kończyć się miała psychologia wedle tego pomysłu, zwana psychologią bodźca i reakcji. Jako taka miała mówić jedynie o ludzkim zachowaniu, nie o psychice. Nic poza zachowaniami nie podlega obserwacji.
W rezultacie behawioryzm nie poruszał w ogóle kwestii związanych z umysłem. Stawał przez to w opozycji do dualizmu, uznającego istnienie substancji umysłowej lub choćby własności mentalnych. Z behawiorystycznego punktu widzenia dualizm traktuje o bytach z naukowego punktu widzenia nieistotnych. Nieważne, czy istnieje jakaś substancja mentalna czy też własności umysłowe, i tak nie da się tego sprawdzić doświadczalnie ani sfalsyfikować. Nauka więc w ogóle nie powinna takich pojęć rozważać.
Przedstawicielami behawioryzmu metodologicznego byli John Broadus Watson i Burrhus Frederic Skinner (choć sam uznawał się za behawiorystę radykalnego i krytykował behawioryzm metodologiczny).